# 大阪市立福小学校
大阪市立福小学校（おおさかしりつ ふく しょうがっこう）は、大阪府大阪市西淀川区にある公立小学校。
1899年に当時の西成郡福村に設置された小学校を起源とする。

## 沿革
校区の西淀川区福町は、1925年の大阪市編入までは西成郡福村と呼ばれていた。福村は明治時代初期、隣接する伝法村と学校組合を作り、村の児童は伝法尋常小学校（現在の大阪市立伝法小学校）へ通学していた。
しかし明治時代中期に新淀川が開削されたことに伴い、福村と伝法村は新淀川で隔てられた。そのため福村の児童は伝法小学校への通学が困難となった。そのため福村独自で小学校を設置することになり、村内の民家を転用して1899年5月8日に西成郡福尋常小学校として開校した。
福村は1925年に大阪市に編入された。大阪市編入と同時に高等科を併設し、大阪市福尋常高等小学校と改称した。1934年には室戸台風により、校舎が浸水する被害を受けている。
1941年には国民学校令の実施により、大阪市福国民学校となった。
太平洋戦争の戦局悪化により、大阪市内の国民学校では1944年以降、児童を疎開させることになった。集団疎開では各行政区ごとに行き先が割り当てられ、西淀川区の国民学校は徳島県・香川県への疎開が指定された。福国民学校の集団疎開先は徳島県板野郡松島村および大山村（いずれも現在の上板町）に決定し、1944年9月16日に現地に出発している。児童は現地の宿舎に宿泊し、また現地の松島国民学校（現在の上板町立松島小学校）・東光国民学校（現在の上板町立東光小学校）を借用して学習した。
1947年の学制改革により、大阪市立福小学校となった。
1950年9月3日のジェーン台風では校区に大きな被害を受けた。校区だけで21人の死者・行方不明者を出し、犠牲者のうち5人が同校児童だった。
1960年代頃より地域で公害問題が深刻化するようになった。近くを通る国道43号の大気汚染対策として、1969年には教室に空気清浄機が設置された。
2000年には校舎を建て替えている。

### 年表
- 1899年5月8日 - 大阪府西成郡福尋常小学校として創立。
- 1925年4月1日 - 大阪市編入と高等科併置に伴い、大阪市福尋常高等小学校と改称。
- 1934年9月21日 - 室戸台風で校舎浸水被害。
- 1941年4月1日 - 国民学校令により、大阪市福国民学校と改称。
- 1944年9月16日 - 徳島県板野郡に集団疎開。
- 1947年4月1日 - 学制改革により、大阪市立福小学校と改称。
- 1953年2月1日 - 校旗・校章制定。
- 1956年4月10日 - 校歌制定。
- 1969年3月31日 - 全教室に空気清浄機を設置。(現在は無い)
- 2018年1月25日 - 学校情報化優良校に認定。

## 通学区域
- 大阪市西淀川区 福町1丁目-3丁目。

卒業生は大阪市立西淀中学校に進学する。

## 交通
- 阪神なんば線 福駅 南東へ約200m。